# Лебедев, Алексей Алексеевич (кинооператор)
Алексе́й Алексе́евич Ле́бедев (25 марта 1905, Харьковская губерния — 1 ноября 1988, Москва) — советский оператор и режиссёр документального кино, фронтовой кинооператор в годы Великой Отечественной войны. Заслуженный деятель искусств РСФСР (1987), лауреат двух Сталинских премий (1942, 1946).

## Биография
Родился в селе Сватова Лучка Изюмского уезда Харьковской губернии (ныне — Украина).
С 1925 года работал администратором кинофабрики «Культкино» в Москве. В 1929 году окончил операторский факультет Государственного техникума кинематографии, работал в кинохронике на фабриках «Совкино», «Союзкинохроника». В годы первых пятилеток руководил выездными киноредакциями на крупнейших советских новостройках.
С началом Великой Отечественной войны — в Красной армии в звании военинженер 3 ранга, затем инженер-майор возглавлял киногруппы Волховского и 2-го Украинского фронтов.
В 1948 году — на корпункте ЦСДФ в Праге. Был организатором группы подводных съёмок на ЦСДФ. Большое место в творчестве занимала пограничная тематика. Автор сюжетов для кинопериодики: «На страже СССР», «Наука и техника», «Новости дня», «Пионерия», «Социалистическая деревня», «Союзкиножурнал».
В течение многих лет А. А. Лебедев собирал воспоминания коллег — фронтовых операторов ЦСДФ, его усилиями в 1970 году был издан сборник воспоминаний «Их оружие – кинокамера». Ещё восемь лет занял просмотр и отбор самых интересных, самых характерных кадров советской кинохроники в Государственном архиве кинофотодокументов СССР для трёхтомного издания «Шаги Советов. Кинокамера пишет историю», вышедшего в 1979—1985 годах. 
Член ВКП(б) с 1944 года, член Союза кинематографистов СССР (Москва) с 1957 года.
Скончался 1 ноября 1988 года в Москве. Похоронен на Даниловском кладбище.

### Семья
- Брат — Николай Алексеевич Лебедев (1897—1978), киновед и педагог[1];
  - Сын — Олег Алексеевич Лебедев (1928—1990), кинооператор, режиссёр-документалист[1];
    - Внук — Алексей Олегович Лебедев (род. 1950), кинооператор[1];
    - Внучка — Елена Олеговна Лебедева (род. 1961); 
      - Правнук — Алексей Алексеевич Лебедев (род. 1976), оператор, режиссёр, фотограф[2].

## Фильмография
Оператор
- 1928 — Путь изобретателя
- 1931 — Автогигант закончить в срок (совместно с Г. Эйзе)
- 1931 — Большой поворот
- 1931 — Вторая большевистская весна (в соавторстве)
- 1931 — Говорят пролетарии Трёхгорки
- 1931 — За боевую подготовку
- 1931 — За здоровый транспорт
- 1931 — За советский подшипник № 1 (совместно с Б. Макасеевым)
- 1931 — За советский подшипник № 2 (совместно с Б. Макасеевым)
- 1931 — Развитие интеллекта ребёнка (в соавторстве)
- 1931 — Ударная стройка (Госшарикоподшипникстрой) (совместно с М. Ошурковым)
- 1933 — Далеко на севере
- 1933 — Делегаты I-го Всесоюзного съезда колхозников в гостях у Красной Армии (совместно с В. Ешуриным, Р. Карменом)
- 1935 — Борьба за Киев (в соавторстве)
- 1936 — Будем готовы к противовоздушной химической обороне (совместно с В. Мищенко, В. Соловьёвым)
- 1936 — В дружественной Монголии (совместно с С. Гусевым)
- 1939 — Лес (совместно с Д. Плаксиным)
- 1939 — С. М. Киров
- 1941 — Весна Литвы
- 1942 — День войны (в соавторстве)
- 1942 — Разгром немецких войск под Москвой (в соавторстве)
- 1943 — Комсомольцы (в соавторстве)
- 1943 — Суд идёт (в соавторстве)
- 1945 — Берлинская конференция (в соавторстве)
- 1945 — Будапешт
- 1945 — В логове зверя (в соавторстве)
- 1945 — Венгрия
- 1945 — Парад Победы (в соавторстве)
- 1946 — Освобождённая Чехословакия (в соавторстве)
- 1946 — Разрушения произведений искусства и памятников национальной культуры, произведённые немцами на территории СССР (в соавторстве)
- 1948 — На страже мира (в соавторстве)
- 1949 — Новая Чехословакия
- 1953 — Великое прощание (в соавторстве)
- 1958 — Арена дружбы

Режиссёр
- 1931 — За боевую подготовку
- 1931 — За советский подшипник № 1 (совместно с Б. Макасеевым)
- 1931 — За советский подшипник № 2 (совместно с Б. Макасеевым)
- 1932 — На штурм бескультурья
- 1932 — Стройка ждёт леса
- 1932 — Челябинск сегодня (совместно с Е. Мечетиным)
- 1933 — Завод заводов
- 1959 — На дне голубой бухты
- 1960 — Рассказы моря
- 1961 — Выставка в Каире
- 1961 — На страже границ
- 1961 — Так начинается утро
- 1962 — На краю земли
- 1963 — На дне океана
- 1963 — Суд идёт
- 1964 — В скафандре под водой
- 1964 — Искусство миллионов
- 1964 — Летописцы нашего времени
- 1964 — Ловцы трепангов
- 1965 — В скафандре под водой
- 1965 — Дозорные народа
- 1965 — Подводные старты
- 1965 — Тропою героя
- 1966 — Горсть земли
- 1966 — Дозорные народа
- 1968 — Полвека в дозоре

Сценарист
- 1974 — Голоса войны
- 1983 — Отвести ядерную угрозу
- 1985 — За мир и жизнь (совместно с А. Локшиным)

## Награды и премии
- орден Трудового Красного Знамени (МНР; 1939)[2];
- Сталинская премия первой степени (1942) — за фильм «Разгром немецких войск под Москвой» (11 апреля 1942)[1][8];
- орден Красной Звезды (19 февраля 1943)[9];
- медаль «За оборону Ленинграда» (1943)[2];
- медаль «За оборону Москвы» (1944)[2];
- орден Отечественной войны I степени (11 мая 1945)[10];
- медаль «За победу над Германией в Великой Отечественной войне 1941—1945 гг.» (1945)[2];
- Сталинская премия второй степени (29 июня 1946) — за фильм «Освобождённая Чехословакия» (1945)[1];
- орден Белого льва III степени — за укрепление культурных связей между Чехословакией и СССР (21 июля 1950, ЧССР)[11];
- нагрудный значок «За отличную работу» Министерства культуры СССР — в связи с 25-летием ЦСДФ (16 февраля 1957)[2];
- нагрудный значок «Отличник кинематографии СССР» — за долголетнюю плодотворную работу в системе кинематографии и в связи с 60-летием со дня рождения (31 марта 1965)[2];
- орден Отечественной войны I степени (6 апреля 1985)[12];
- заслуженный деятель искусств РСФСР (1987)[1].